# Licey-sur-Vingeanne
Licey-sur-Vingeanne ist eine französische Gemeinde mit 100 Einwohnern (Stand: 1. Januar 2022) im Département Côte-d’Or in der Region Bourgogne-Franche-Comté (vor 2016 Bourgogne). Sie gehört zum Arrondissement Dijon und zum Kanton Saint-Apollinaire.

## Geographie
Licey-sur-Vingeanne liegt etwa 33 Kilometer nordöstlich von Dijon am Canal de Bourgogne und an der Vingeanne, die die Gemeinde im Osten begrenzt. 
Nachbargemeinden von Licey-sur-Vingeanne sind Fontenelle im Nordwesten und Norden, Fontaine-Française im Norden und Nordosten, Attricourt im Osten sowie Dampierre-et-Flée im Süden und Westen.

## Siehe auch

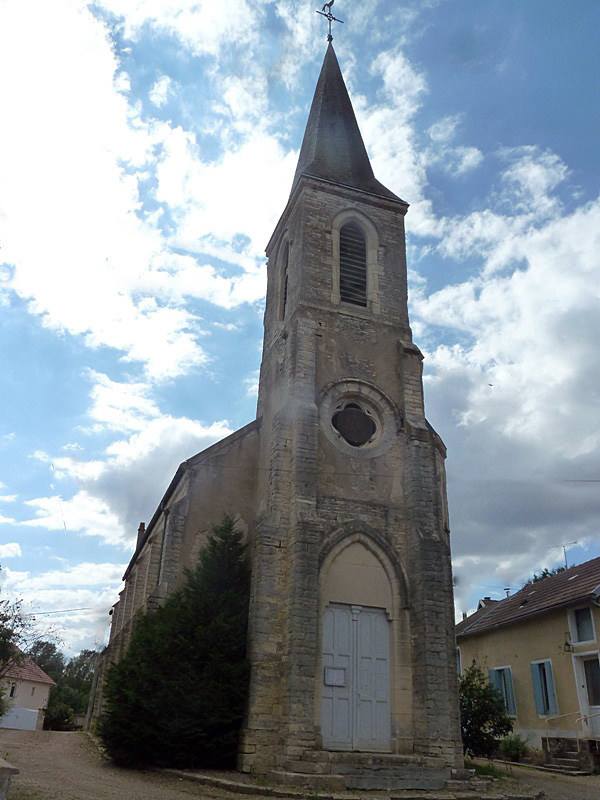
Kirche Assomption-de-la-Vierge

## Bevölkerungsentwicklung
| Jahr                       | 1962 | 1968 | 1975 | 1982 | 1990 | 1999 | 2006 | 2013 | 2019 |
| Einwohner                  | 115  | 100  | 83   | 72   | 71   | 85   | 94   | 107  | 102  |
| Quellen: Cassini und INSEE |      |      |      |      |      |      |      |      |      |